# Gare d’Aubazine - Saint-Hilaire
Gare d’Aubazine - Saint-Hilaire vasútállomás Franciaországban, Saint-Hilaire-Peyroux településen.

## Vasútvonalak
Az állomást az alábbi vasútvonalak érintik:
- Coutras-Tulle-vasútvonal

## Kapcsolódó állomások
A vasútállomáshoz az alábbi állomások vannak a legközelebb:
- Gare de Brive-la-Gaillarde
- Gare de Cornil